# Plenairisme
|  | « Plein air » redirigeix aquí. Vegeu-ne altres significats a « Plein air (Casas) ». |

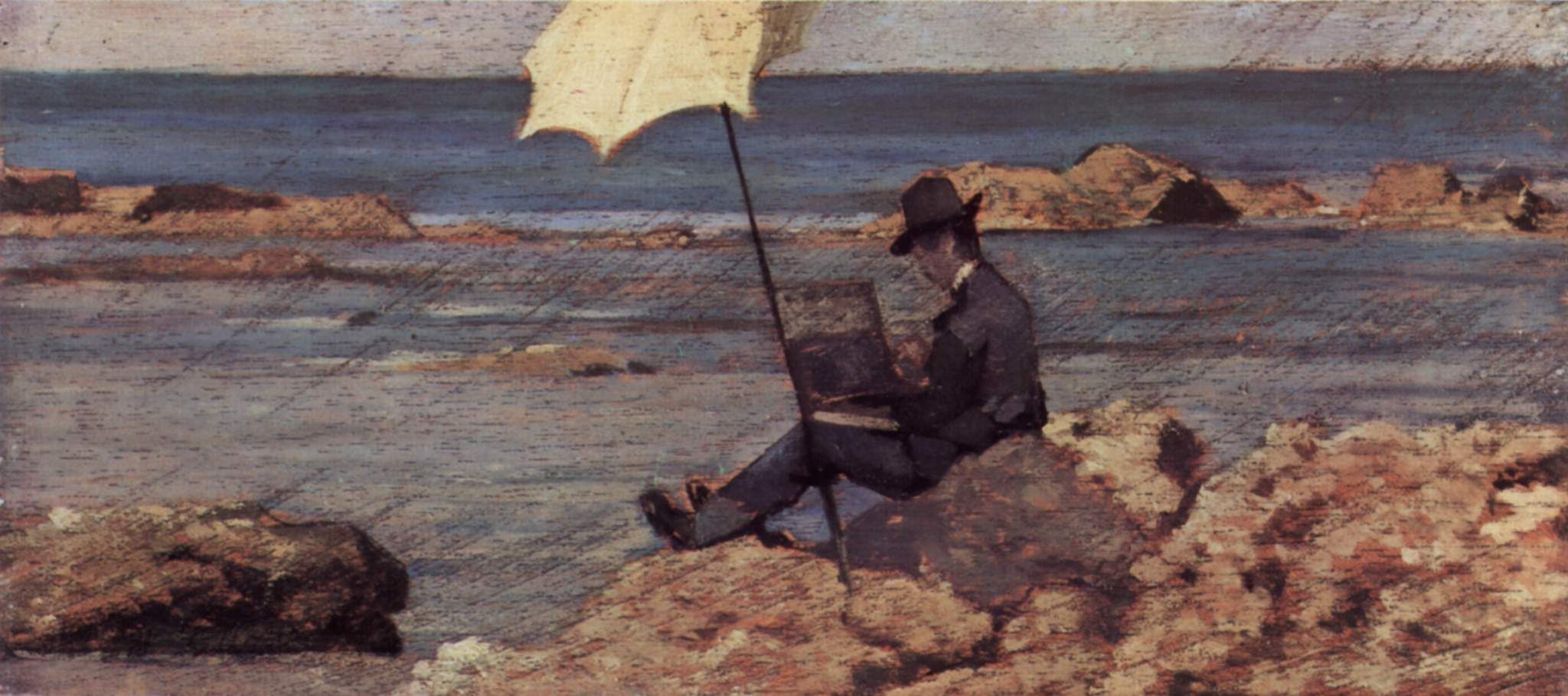
Giovanni Fattori: Silvestro Lega pintant al costat del mar (1866-1867)

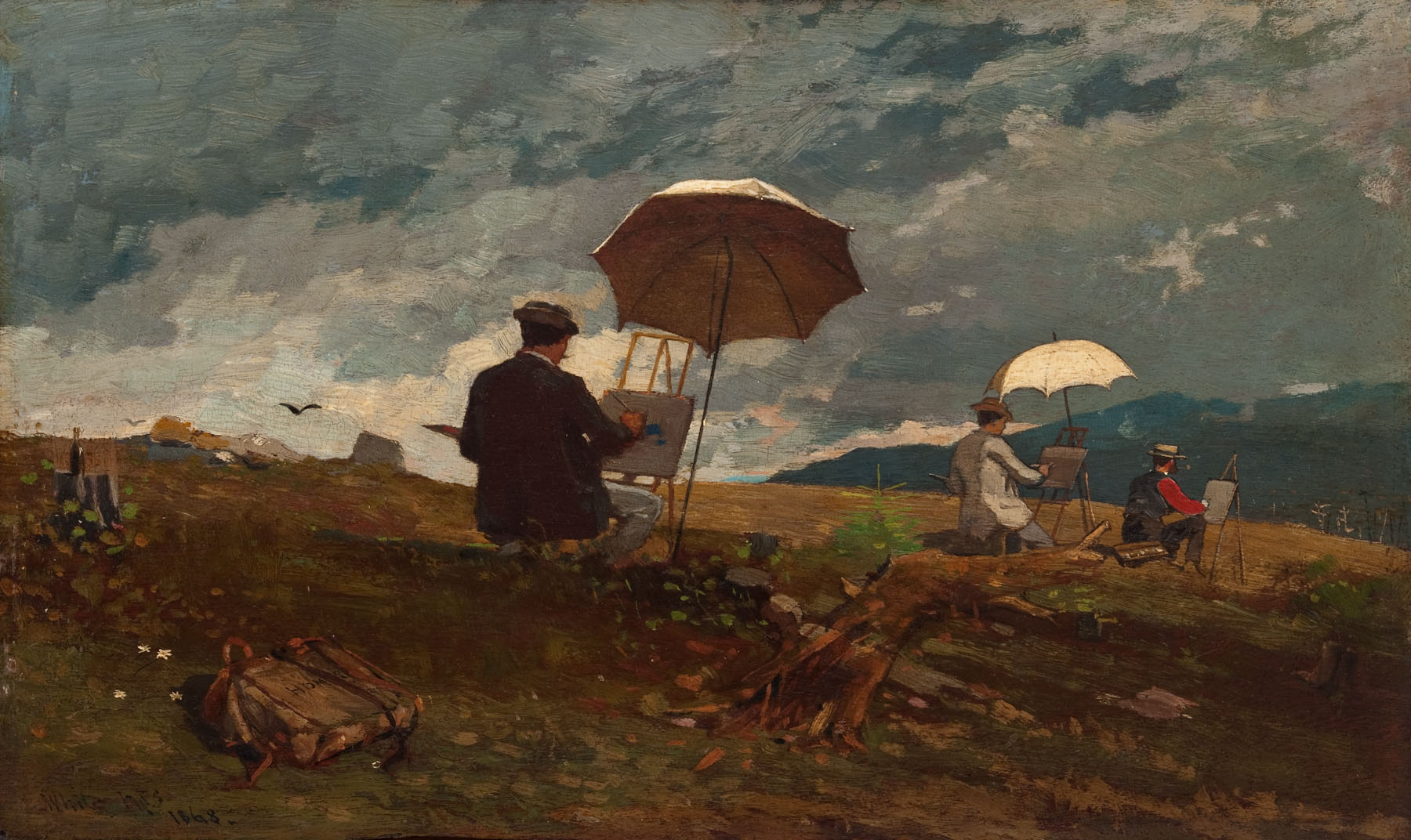
Winslow Homer: Artistes pintant a les Muntanyes Blanques (1868)

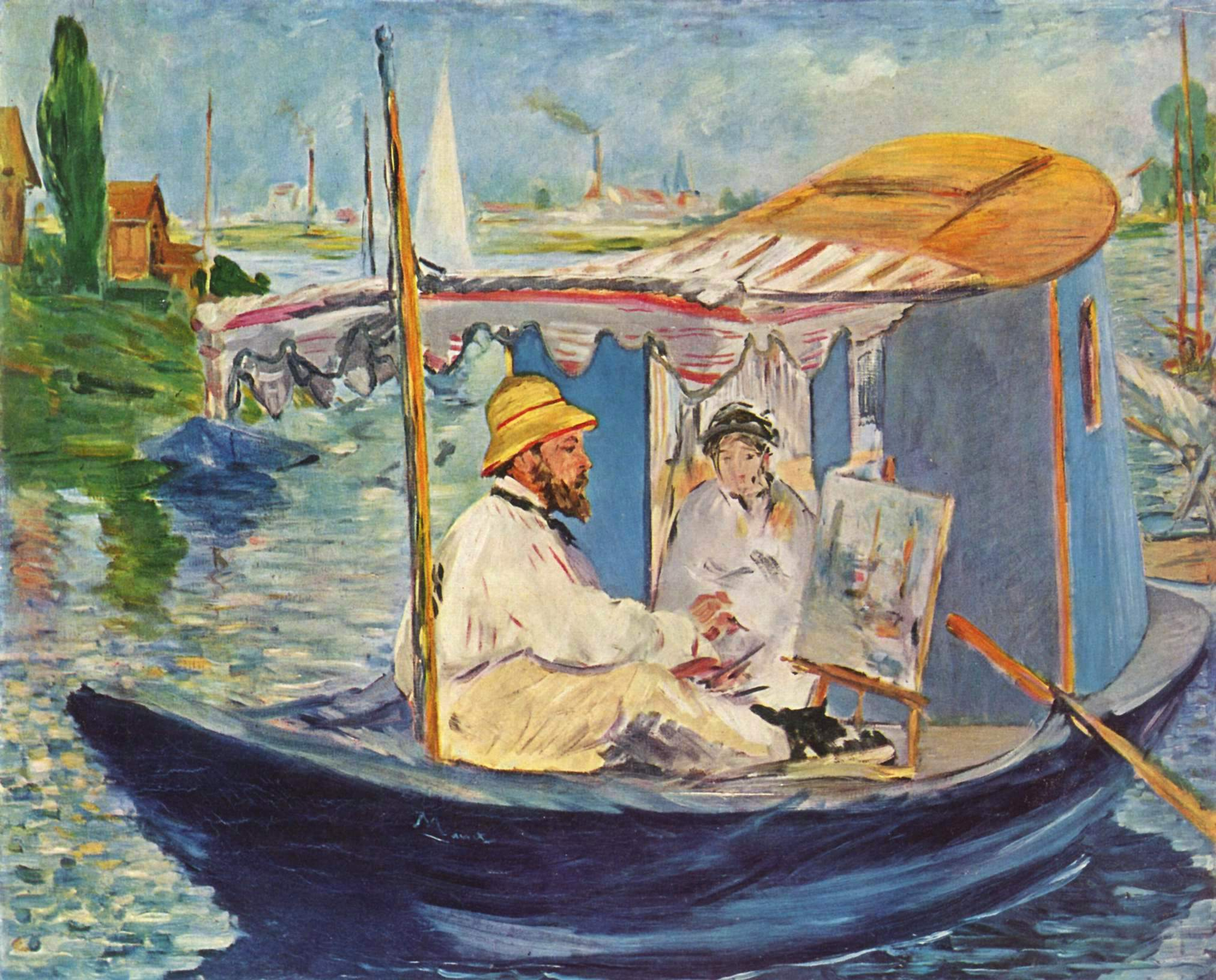
Edouard Manet: Claude Monet i la seva esposa sobre la barca del seu atelier (1874)

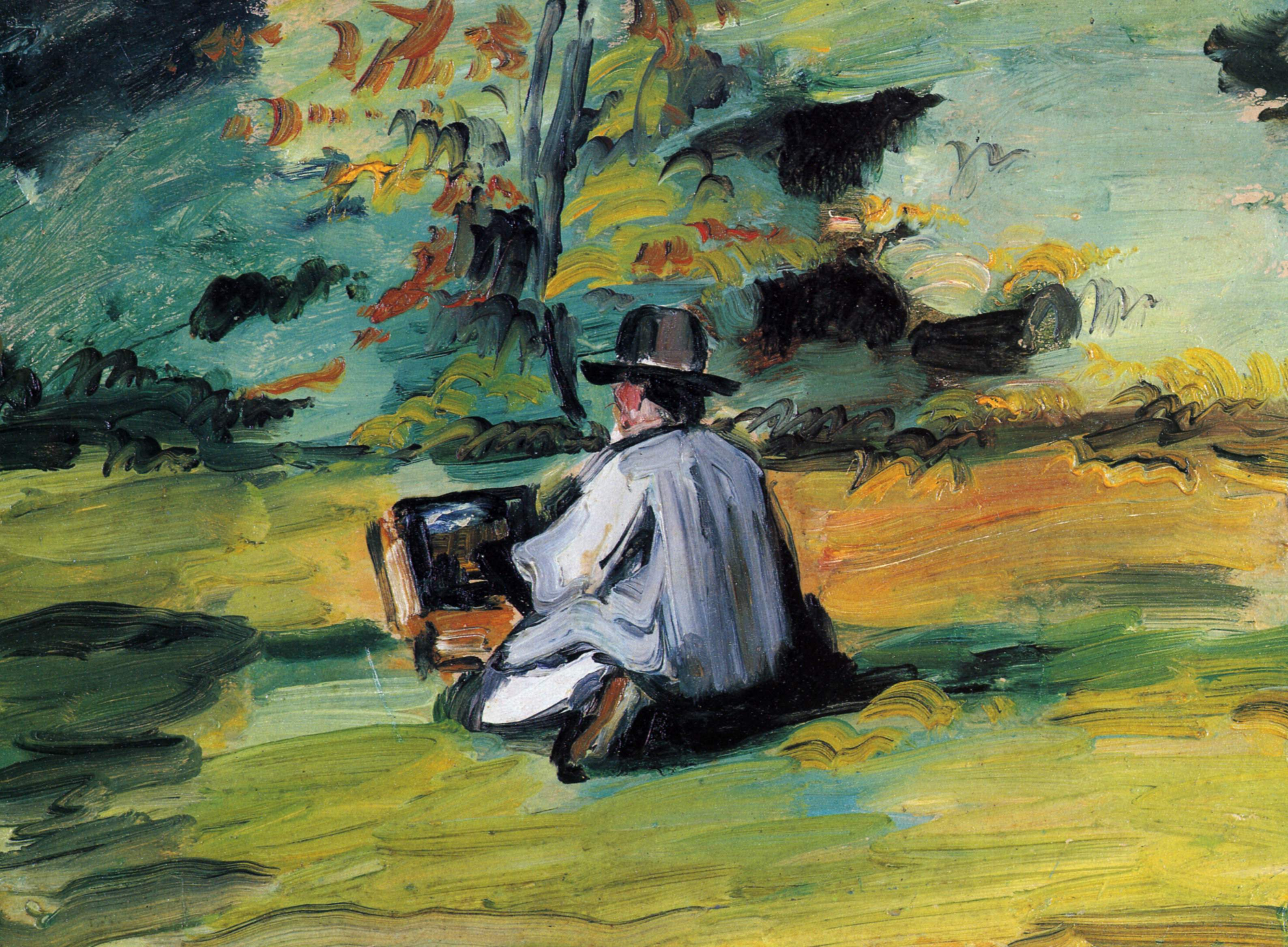
Paul Cézanne: Pintor treballant (1875)

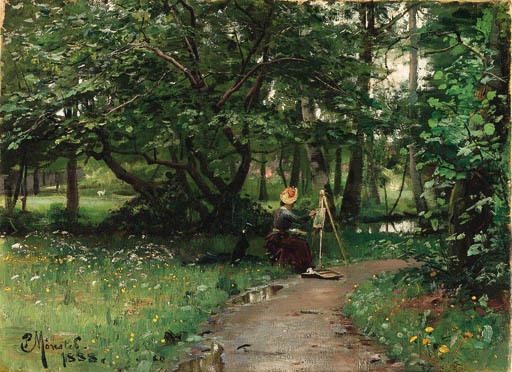
Peder Mork Monsted: Plein-air al costat d'un riu (1888)

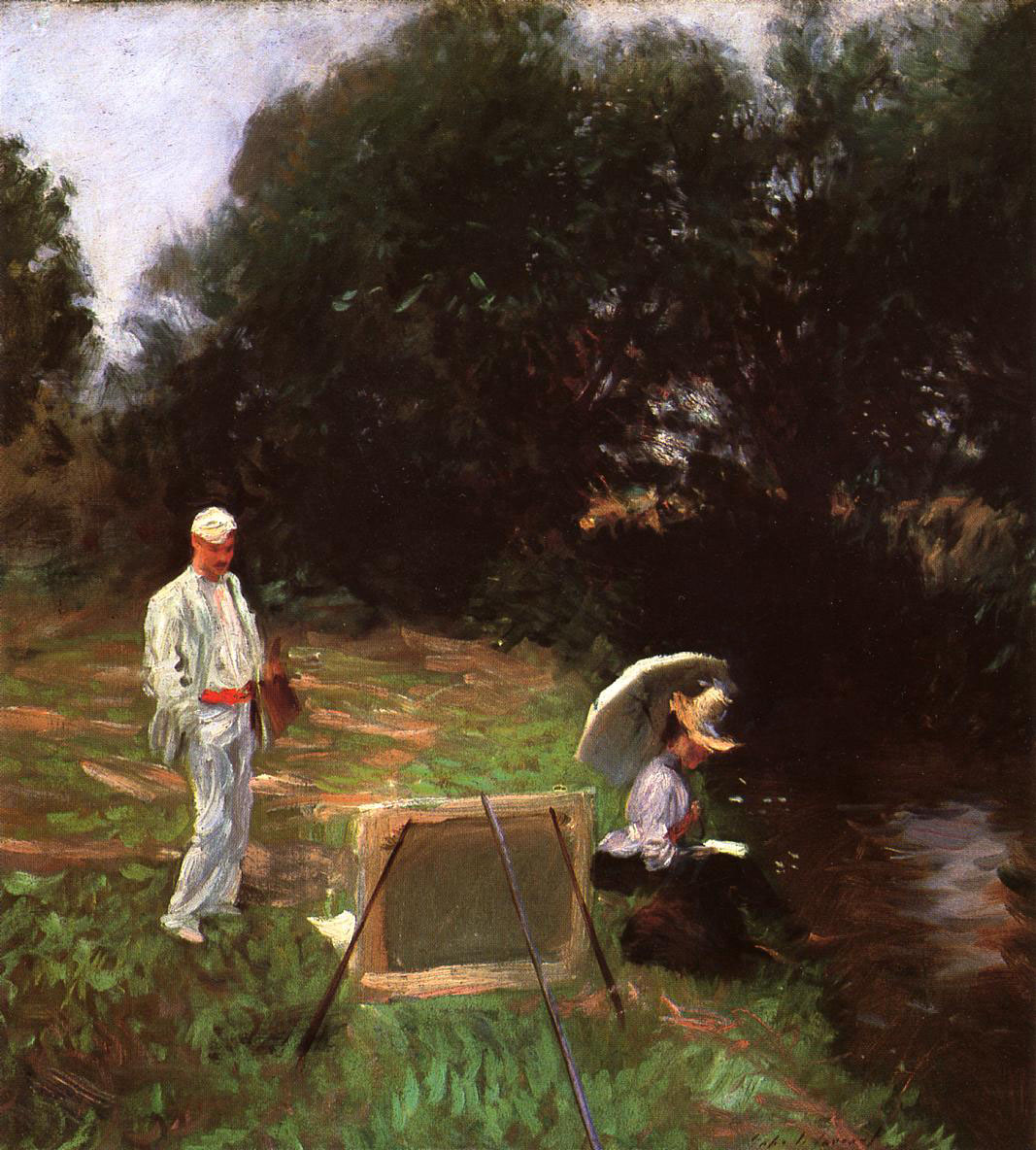
John Singer Sargent: Dennis Miller Bunker pintant en Calcot (1888)

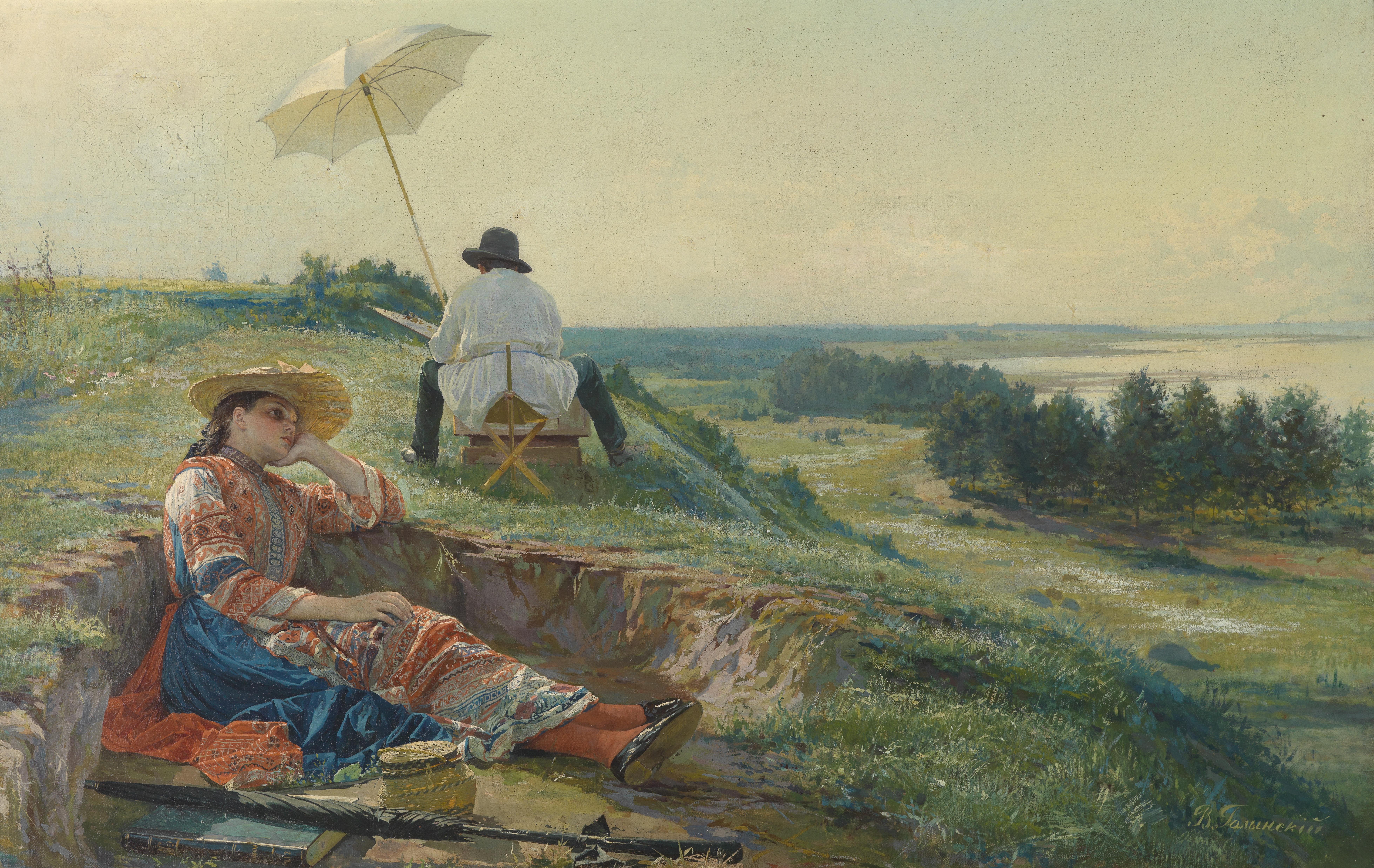
Vasili Andreyevich Golynsky: Un dia calorós d'estiu (l'artista treballant) (1904)

El plenairisme, que obté el seu nom de la pintura au plein air o pleinairista (del francès plein air) és un terme pictòric que significa pintura a l'aire lliure. No ha de confondre's amb pintura ràpida, modalitat que exigeix acabar l'obra en unes poques hores i que sol establir-se en concursos, ni amb disciplines pròpies de tècniques específiques, com l'aquarel·la.
Encara que històricament els artistes ja van utilitzar el recurs de pintar la natura que contemplaven (gènere o art de paisatges), no va ser fins a mitjan segle xix quan de forma explícita i gairebé religiosament van triar utilitzar la llum natural per estudiar i aconseguir determinats efectes i aplicar-los a la seva pintura. Fins i tot, paisatgistes tan destacats com Carlos de Haes continuaven la tradició de reservar la major part del treball pictòric per a l'estudi (pintura de gabinet) i realitzar en la natura únicament un esbós o anotació del natural.
Aquesta novetat va ser una elecció d'estil, atribuïda a l'Escola de Barbizon i els primers impressionistes a França, si bé a Itàlia altres cercles de pintors com els macchiaioli també van desenvolupar propostes similars en la mateixa època, mentre que a Anglaterra ho van fer els membres de l'escola de Newlyn, a Rússia molts dels seus millors paisatgistes i a altres països europeus i americans diverses colònies i cercles especialitzats en la pintura del paisatge.
La clau potser de l'èxit i popularització del plenairisme a partir dels anys 1870 va ser la comercialització dels envasos en tub per a la pintura a l'oli. Anteriorment, cada pintor havia de fabricar els seus propis colors barrejant pigments secs en pols amb oli de llinosa. Un altre invent de la mateixa etapa va ser el tipus de Cavallet anomenat en anglès «french box easel», encara que no s'ha establert amb certesa qui ho va fer servir primer. Consistia en una estructura molt fàcilment transportable, amb potes telescòpiques, que podia incorporar la paleta i la caixa de pintures; el que permetia als pintors a l'aire lliure autèntiques excursions campestres, a més de ser també apte per a la seva utilització a l'estudi.
Els impressionistes francesos com Monet, Pissarro i Renoir van defensar la pintura en plein air, no sol teoritzant sobre ella sinó mirant de realitzar la major part del seu treball en exteriors, amb la llum difusa que els proporcionava un gran para-sol blanc.
A la segona meitat del segle xix i el començament del segle xx, a Rússia, pintors com Vasily Polénov, Isaac Levitan, Valentín Serov, Konstantín Korovin i Igor Emmanuilovich Grabar, van ser reconeguts per aquest tipus de pràctica pictòrica. També els pintors americans de colònies artístiques com la de Old Lyme o el grup canadenc denominat grup dels set.
La pintura plenairista es va perllongar durant el segle XX i fins a l'actualitat.

## Concepte i pràcticaplenairista
```
"Une technique implique toujours une métaphysique"   
```

Resulta evident que pintar au plein air i pintar a l'aire lliure signifiquen el mateix i s'usen per descriure una tècnica pictòrica: treballar del natural , o sigui en un espai preferentment natural. El terme plenairisme, no obstant això, sembla informar que s'ha afegit a la pràctica de dita tècnica una voluntat ideològica, cromàtica i emotiva. Recorrent la Història de l'Art, es comprova que a l'aire lliure  van pintar els assiris, els xinesos, els asteques i, molt abans, els artistes rupestres, però no es té documentació de les raons socials i artístiques que els van portar a fer-ho, o si simplement van ser religioses o geogràfiques. Això no obstant, des de la seva aparició en el formiguer artístic parisenc a mitjan segle xix, el plenairisme ha resultat un terme conflictiu, una llavor de controvèrsia entre crítics, acadèmics i erudits de l'art, i un jòquer d'ús abstracte per a la immensa majoria. Entre tant, els pintors, sortien al camp a pintar amb els seus cavallets i ombrel·les, traslladant en moltes ocasions l'attrezzo necessari i als seus models, als racons més insospitats de la natura més o menys salvatge.

### Revolucionaris
Resulta sorprenent que diferents autors, en contextos diferents, presentin com a "paisatgistes a estat pur" al Greco de Vista de Toledo, al Velázquez dels dos petits paisatges de la  Vila Mèdici , o al Van Gogh de Terrassa de cafè a la nit, que pinta del natural en plena nit i s'il·lumina col·locant espelmes al voltant del seu barret.

### Precursors
Abans de la utilització ideològica de la tècnica de pintar a l'aire lliure (i aliens, per tant, a terminologies decimonòniques de crítics, burgesos i "fans", una llista interminable d'artistes, molts d'ells de primera línia, van pintar «in situ» per voluntat pròpia i sistemàticament. Plenairistes van ser: Dürer, Claude Lorrain, Poussin, Salvator Rosa i, en la recta final, Corot, Turner i Constable.
Sembla acceptat, tot i la resistència xovinista que, quan encara estava innominat, el plenairisme es va crear a Anglaterra al darrer terç del segle xviii, com a exercici, com a recurs tècnic, com a recepta acadèmica per a la correcta pintura de paisatges i com a sinònim d'amarar-se d'aire i llum.
Seguint aquest fil argumental, el gran mestre precursor proposat per especialistes i crítics va ser John Constable.
L'anècdota que Diderot, després de passejar-se pel Saló de París de 1767, preferís molts esbossos als quadres acabats, no resta mèrit a la batalla oficial i frontal, que van lliurar els pintors de Barbizón, seguint la tradició anglo-holandesa. Ho justifiquen les populars colònies de  plenairistes  (ara ja amb etiqueta) que a la dècada de 1820 pintaven corporativament al bosc de Fontainebleau, a Saint-Cloud, a Sèvres i a tot el llarg de la costa del Canal de la Mànega

### Aquarel·listes i viatgers
La creació el 1804, a Anglaterra, de la Royal Watercolour Society (Societat d'Aquarel·listes) i la popularització de la pintura a l'aquarel·la a Europa i Amèrica, van fer d'aquesta tècnica el recurs central de pintors viatgers i "pioners del plenairisme".
Eugène Delacroix, un "pintor de gabinet" aliè a la pintura de paisatge, a l'ús professional de l'aquarel·la dels artistes viatgers i a les posteriors modes plenairistes, durant el seu viatge al Marroc el 1831 va omplir set quaderns amb uns quants milers de dibuixos, notes i d'aquarel·les. Algunes d'aquestes anotacions del natural es convertirien en llenç anys després; per exemple Les noces jueves, presentades al Saló de París de 1841, i conservada al Museu del Louvre. L'acceptació de la tècnica de l'aquarel·la en els esquemes ultra-academicistes de l'esmentat Saló, catalitzador del mercat i el negoci pictòric i àrbitre d'art en les corts europees de l'època cal situar-lo cap a 1820. El 1824 havien triomfat en dit Saló (potser per haver estat rebutjats abans al seu propi país) quatre artistes anglesos: Thomes Lawrence, John Constable, Copley Fielding i Richard Parkes Bonington.
En el cas concret de Delacroix, els seus descobriments i reflexions sobre el comportament de la llum sobre els objectes servirien de premisses a teòrics del puntillisme com Seurat i Paul Signac.

### Esbós i obra acabada
Les reflexions del poeta i crític d'art Charles Baudelaire després d'abandonar el Saló de París de 1845, estimulat pels paisatges de Corot, deixaven al descobert la contradicció oficial de considerar com a obres d'art quadres meticulosament treballats en l'estudi i rebutjar com a tals, espontanis esbossos presos del natural. Una contradicció sobre la qual, a l'altre costat dels Alps, també especulaven els membres del cercle de pintors anomenats  macchiaioli.
L'escàndol va sobrevenir quan, estimulats per l'evident, pintors de tothom, centrats per l'exemple francès, el més conegut i divulgat, van decidir considerar i per tant, presentar i comerciar els supòsits esbossos  com a obres d'art acabades. La tècnica del plenairisme acabava de donar el salt qualitatiu del que ja gens ni ningú en el futur podrien arrabassar-li.

### Expansió delplenairismea les escoles paisatgistes

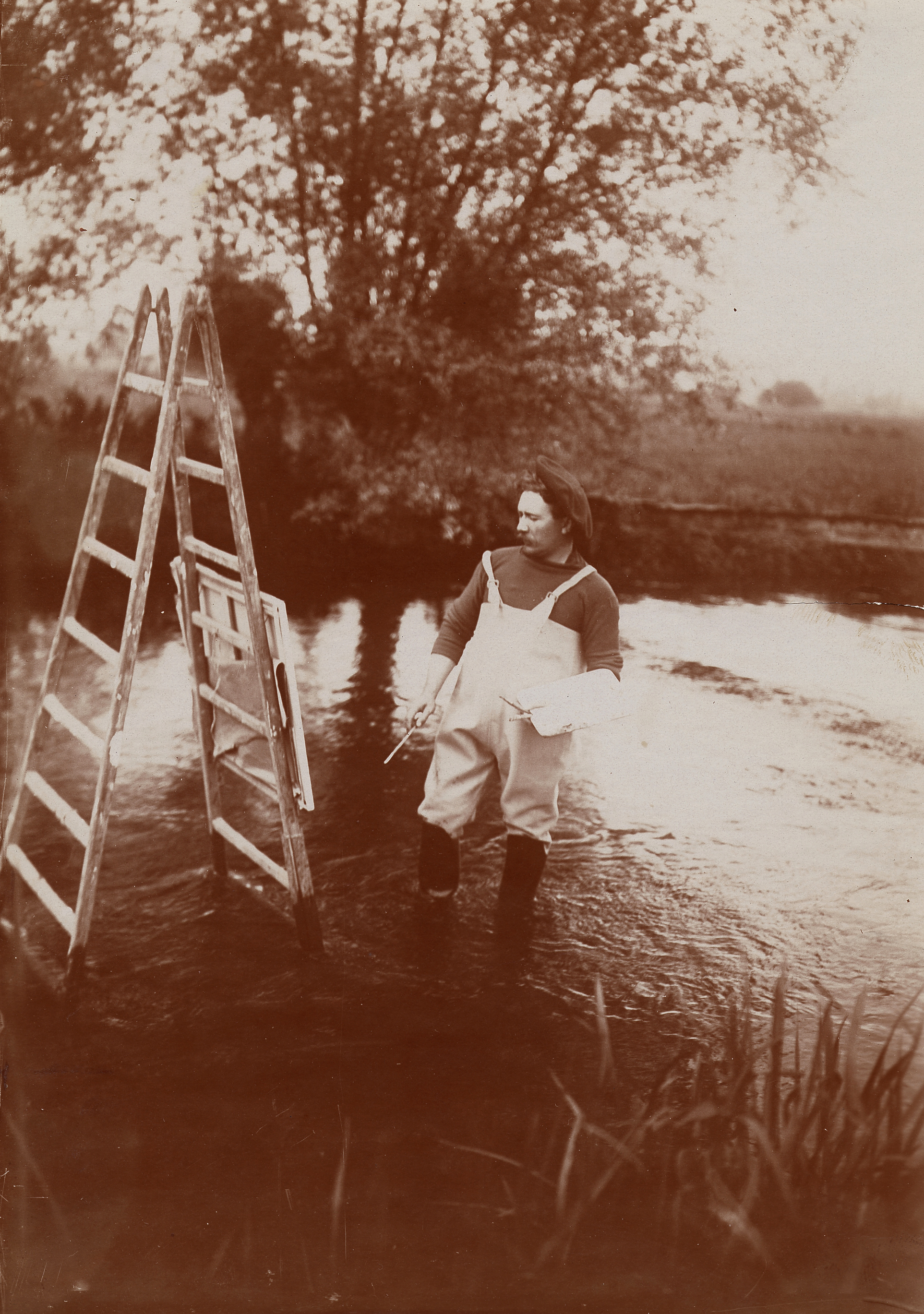
Louis Aston Knight en plena feina.

#### A Europa
- Colònia d'artistes de Worpswede
- Escola de Barbizon
- Escola de Glasgow
- Escola de Newlyn
- Escola de Pont-Aven
- Escola pictòrica de Düsseldorf
- Macchiaioli
- Pintors de Skagen

##### A Espanya
- Colònia artística de Murs
- Escola d'Alcalá de Guadaira
- Plenairistes de Haes
- Escola de Madrid (art contemporani)
- Escola de Vallecas
- Escola paisatgística d'Olot
- Escola del Bidasoa

#### A Amèrica i Austràlia
- Colònia artística de Old Lyme
- Escola del río Hudson
- Escola de Heidelberg

### Ismes pictòrics amb historialplenairista
- Impressionisme
- Luminisme
- Expressionisme
- Vedutismo